# 凡·韦科尔门

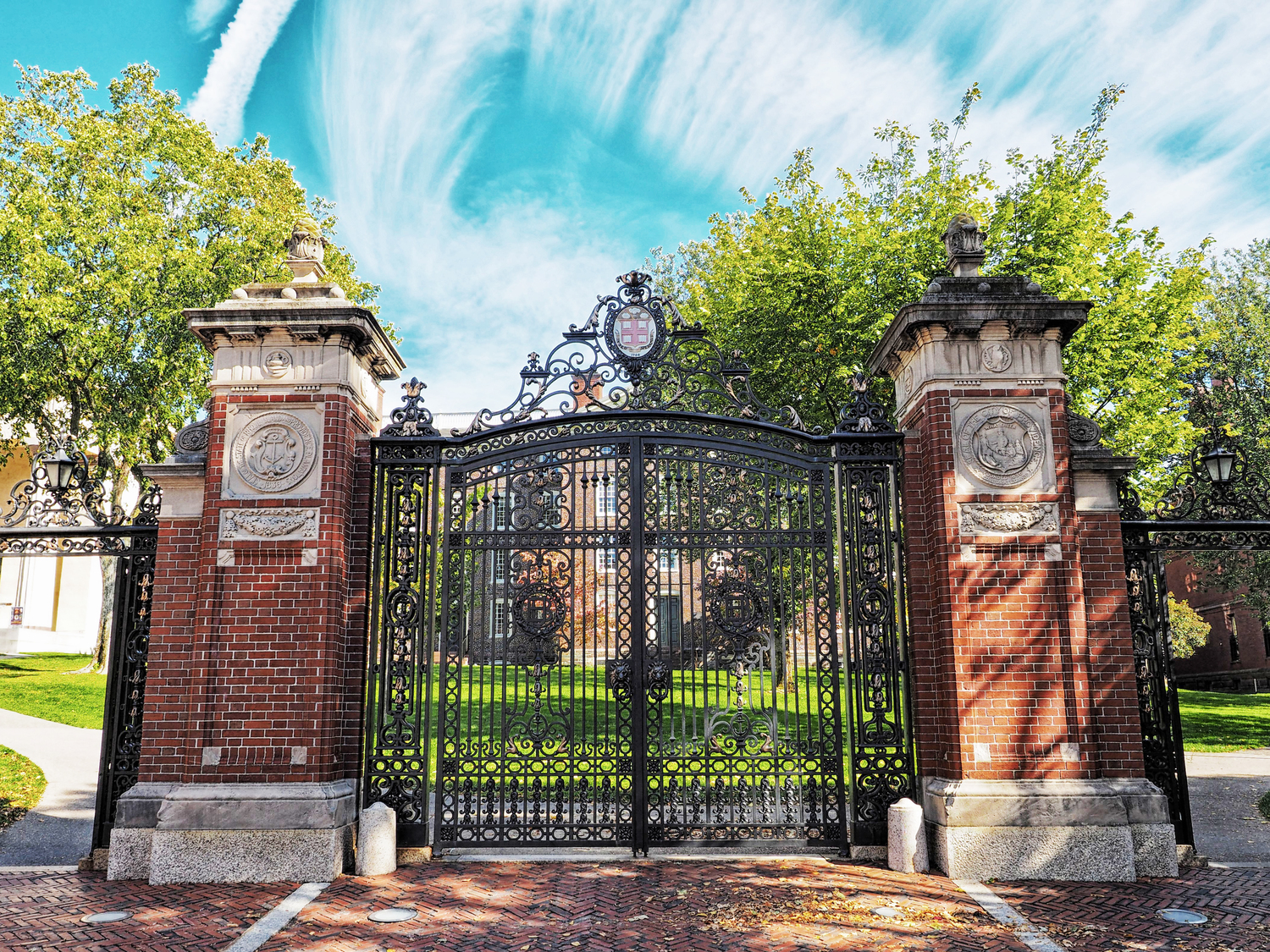
凡·韦科尔门外景。门内可见布朗大学的标志建筑大学楼和曼宁楼。

凡·韦科尔门（英语：Van Wickle Gates）是布朗大学具有装饰和仪式性质的校门，位于美国罗德岛州普罗维登斯学院山的学院大街和展望街的交叉处。该门是由布朗大学1876届校友、银行家、煤炭企业家奥古斯图斯·斯托特·凡·韦科尔（Augustus Stout Van Wickle） 1898年逝世时留下的遗赠资助，于1901年6月18日落成。由于作为进入历史校区的形式上的入口，它在建成后便长期作为大学本身和其悠久历史的标志。
大门由锻铁制成，并配以砖石制成的侧墩。主门两侧还建有两个小一些的侧门。大门最上方冠有布朗大学校徽。大门的侧面饰有古罗马哲学家西塞罗的铭文。 侧门全年打开，主门则每年仅打开三次：秋季和春季学期开学典礼时，大门向内打开迎接新生；春季学期结束后的毕业典礼时，大门向外打开，作为毕业典礼巡游一部分，毕业生从门中走出，象征从学校走向社会。